# Anthaxia aenescens
Anthaxia aenescens es una especie de escarabajo del género Anthaxia, familia Buprestidae. Fue descrita científicamente por Casey en 1884.